# 康达多尔济
康达多尔济（1904年—1948年）别号济民，人称康王、大王爷，蒙古族，伊克昭盟鄂爾多斯左翼後旗（今達拉特旗）人，中华民国大陸時期內蒙古政治人物。

## 生平
康达多尔济生于1904年（清光绪三十年），是鄂爾多斯左翼後旗第十四任扎萨克逊博尔巴图之子。曾经担任绥远都统马福祥的上校副官。1924年，袭鄂爾多斯左翼後旗（即今达拉特旗）扎萨克之职。康达多尔济会蒙古语文、汉语文，会摄影，会开汽车。执旗政初期，康达多尔济出卖和放垦土地共二万多顷，激起了該旗民眾的反抗。1925年，康达多尔济开抢打死了自己的舅父三道尔吉（内蒙古人民革命党党员）。
1934年3月24日，任蒙古地方自治政务委员会委员。1936年1月23日，被任命为绥远省境内蒙古各盟旗地方自治政务委员会委员，并且兼实业处处长。
1937年12月，东北挺进军骑兵3师师长井得泉率领700多名骑兵袭击了达拉特旗王府，拘押了康达多尔济，先将其押送至陕西榆林，后送至重庆。此后，康达多尔济曾先后提出加强抗战、废除蒙旗王公制、协理人选不应仅限于台吉等建议。1945年，康达多尔济回到包头。1948年10月，中国人民解放军占领包头后，康达多尔济派人赴中国人民解放军晋察冀包头卫戍司令部呈交了投诚起义书。
1948年12月，康达多尔济在包头病逝。

## 家庭
- 弟弟：汪鵬程